# باراس، کاتاندوانه
باراس، کاتاندوانه (به لاتین: Baras, Catanduanes) یک منطقهٔ مسکونی در فیلیپین است که در کاتاندوانه واقع شده‌است.